# Ґрейт Артіст

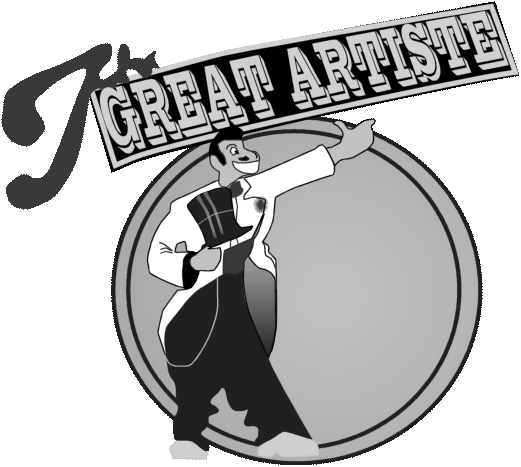
Носовий малюнок «Ґрейт Артіста».

Ґрейт Артіст (англ. The Great Artiste) — стратегічний бомбардувальник моделі B-29 «Суперфортеця» 509-ї Змішаної Групи ВПС Армії США, який 6 серпня і 9 серпня 1945 року брав участь в ядерній атаці на японські міста Хіросіма і Наґасакі наприкінці Другої світової війни. 
Під час обох місій завданням літака було проведення спостережень і обчислення потужності ядерного вибуху.

## Екіпаж 6 серпня 1945 року
Екіпаж С-15:

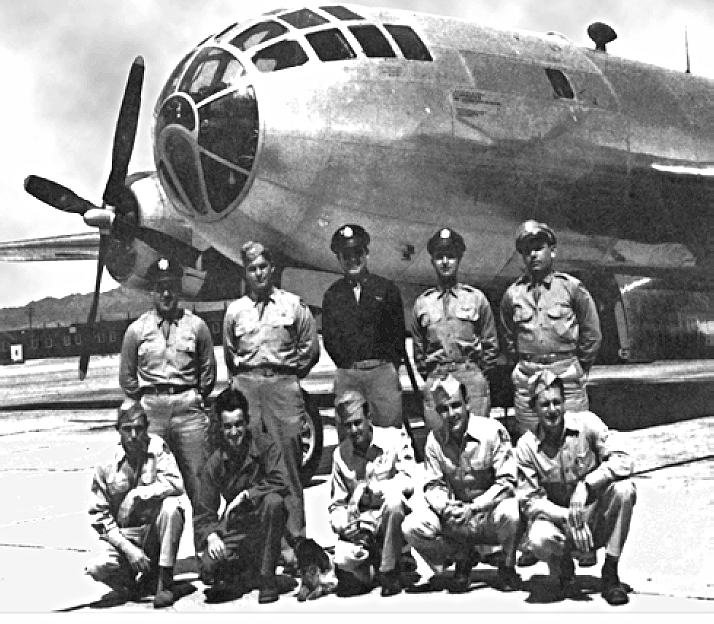
Екіпаж С-15. Передній ряд: Дегарт, Кухарек, Баклі, Ґаллахер, Шпіцер;
Задній ряд: Оліві, Бехан, Свіні, ван Пельт, Албурі

- Майор Чарльз Свіні — командир екіпажу.
- Лейтенант Дон Албурі — пілот
- Молодший лейтенант Фред Оліві — пілот
- Капітан Джеймс ван Пельт — штурман.
- Капітан Раймонд Бехан — бомбардир.
- Капрал Абе Шпіцер — радист.
- Старший сержант Джон Кухарек — бортінженер.
- Сержант Едвард Баклі — оператор радара.
- Сержант Альберт Дегарт — хвостовий стрілець.
- Сержант Рей Ґаллахер — хвостовий стрілець, помічник бортінженера.

Вчені, члени «проекту Альберта» на борту літака:
- Луіс Альварез
- Гарольд Аґн'ю
- Лоренс Джонстон